# Selerant
Selerant è un'azienda specializzata nello sviluppo e distribuzione di software per la gestione del ciclo di vita del prodotto (Product Lifecycle Management - PLM) e nelle gestione di regolamenti, direttive e normative nell'ambito della sicurezza ambientale, del lavoro e della salute umana (Environment, Health and Safety - EH&S).
Brand Promise di Selerant: Perché ogni prodotto ha una storia e ogni brand una promessa da mantenere.
Selerant ha sedi a Cassina de' Pecchi (Milano), Stati Uniti (New York), Cina (Shanghai), Germania, Francia, Svizzera, India, Serbia, Ukraina e Australia.

## Portafoglio prodotti
Dal 1990, Selerant è un fornitore di software di gestione del ciclo di vita del prodotto basato su formule (PLM) e servizi di consulenza in tre segmenti manifatturieri principali:
- alimenti e bevande,
- cura personale / cosmetici,
- e prodotti chimici.

Con le principali aree operative di Milano, Italia, New York, New York e Shanghai, Cina e uffici in tutto il mondo. 